# Mick Wilkinson
Mick Wilkinson   (Kettlewell, 4 de març de 1947) és un antic pilot de trial anglès. Durant la dècada del 1970 va obtenir resultats destacats, entre ells dues victòries al British Experts Trial dos anys seguits amb una OSSA (1974-1975). Abans, durant la seva etapa a Greeves (1967-1973), va alternar el trial amb l'enduro i formà part en diverses ocasions de l'equip britànic per al Trofeu als ISDT, on va arribar a guanyar una medalla d'or. La seva carrera anà paral·lela a la de son germà, Bill Wilkinson, qui també fou pilot oficial de Greeves i d'OSSA i arribà a guanyar els Sis Dies d'Escòcia de Trial el 1969.
Un cop retirat de les competicions, Mick Wilkinson va passar a competir en sidecar trial amb Kevin Lockwood de passatger. La parella en va disputar diverses proves de renom, com ara els Dos Dies de Trial de Man, on guanyaren en categoria de sidecars els anys 1979, 1981 i 1982.

## Palmarès
- 2 victòries al British Experts Trial (1974-1975)
- 3 victòries als Dos Dies de Trial de Man en sidecars (1979, 1981, 1982)